# Клястица (платформа)
Клястица — станция на 409 километре Бологое-Полоцкой линии Октябрьской железной дороги в Невельском районе Псковской области в деревне Клястицы недалеко от границы с Беларусью.

## История
Первоначально называлась по названию одноименного озера станция Неклочь. Именно так указано в расписаниях 1908 - 1912 годов. 408 километр или 384 верста по расписанию лета 1917 года от Бологое. На карте 1943 года станция Клястица Западной железной дороги находится на  409 километре двухпутного участка. Во время войны на станции некоторое время базировались бронепоезда. В Атласе 1971 года значится в числе линейных, в Атласе 1987 года - в числе прочих станций. В бытность Псковского подотдела 1996-2000 годов была промежуточной станцией 5 класса. Ныне железная дорога - практические единственное средство связи с районным центром - городом Невелем.

## Путевое развитие
Станция имеет путевое развитие в два пути. Имеются следы и насыпь под третий путь.

## Движение
В конце 1990-х годов грузовое движение было полностью переведено на Витебскую линию. В начале 2000-х годов было отменено дальнее следование. Во второй половине 2000-х годов пригородные поезда, следовавшие до Полоцка были сокращены до Алёщи. 
В последние годы на станции останавливались пригородные поезда Новосокольники - Алёща, Невель-Алёща и Великие Луки - Алёща.
С 2014 по 2024 год движение пригородных поездов было отменено, в настоящее время с 5 июня 2024 года раз в неделю, по средам курсирует пригородный поезд Великие Луки - Алеща - Новосокольники и обратно.